# Scarabaeus aesculapius
Scarabaeus aesculapius är en skalbaggsart som beskrevs av Olivier 1789. Scarabaeus aesculapius ingår i släktet Scarabaeus och familjen bladhorningar. Inga underarter finns listade i Catalogue of Life.